# Роз'їзд 53
Роз'їзд 53 (каз. рзд.53) — станційне селище у складі Мугалжарського району Актюбінської області Казахстану. Входить до складу Журинського сільського округу.
У радянські часи селище називалось Талдисай.
Населення — 30 осіб (2021; 126 у 2009, 118 у 1999, 86 у 1989).